# 로버트 글레이저
로버트 글레이저(영어: Robert Glaser, 1921년 1월 18일 ~ 2012년 2월 4일)는 미국의 교육심리학자로서, 교수학습이론에 많은 공헌을 하였다.
그는 1970년~1971년 미국교육연구협회의 회장을 역임했다. 학문적 업적으로 1981년 우수교육심리학공헌 E.L.토른다이크상, 1987년 미국심리학협회 과학적응용우수상, 2003년 미국교육연구협회 표창장을 받기도 했다. 맥길 대학은 그의 공헌을 "학습, 인지 및 교수에 관한 이론을 연계하며 교수심리학 분야를 정립하여 국제적으로 널리 알려졌다."라고 요약한 바 있다. 그는 피츠버그 대학에 학습 연구 개발 센터를 설립하고 1997년부터 센터장을 맡고 있다.

## 수업 평가 모형
글레이저는 수업의 변화에 맞춰 교육평가를 합리적으로 설명하려고 노력했으며, 수업과정의 간 단계에서 평가의 기능과 역할을 제시하였다.
- 절차

1. 교육목표를 세분화한다.
2. 특정 수업 상황에 있는 학습자의 초기 상태를 진단한다.
3. 최초 수업 단계에서 학습자 상태에 적합한 방법을 시행한다.
4. 학습이 진행되면서 적절한 시기에 성취도를 평가한다.
5. 학습자 행동을 여러번 다시 평가한다.
6. 교수-학습에 관한 정보를 모아 수업체제를 개선한다.

## 같이 보기
- 수업 평가 모형
- 교수 설계
- 교육심리학